# Kris Stadsgaard
Kris Stadsgaard (født 1. august 1985) er en dansk tidligere fodboldspiller, der i sin aktive karriere spillede for bl.a. Reggina i den italienske Serie A og for Málaga CF i den spanske La Liga. Kris Stadsgaard opnåede endvidere 3 A-landskampe. Han sluttede karrieren i FC København.
Han er søn af den danske fodbolddommer Knud Stadsgaard, og driver i dag virksomheden Pro Fodboldskole, der afholder professionelle fodboldskoler, anført af tidligere professionelle fodboldspillere.

## Klubkarriere
Han spillede for FC Nordsjælland, da han på transfervinduets sidste dag i efteråret 2007 sammen med Mike Tullberg blev solgt til italienske Reggina Calcio. Han skiftede i marts 2008 til norske Rosenborg BK, hvor han var med til at vinde to norske mesterskaber med RBK. I august 2010 skiftede han til spanske Malaga CF, hvor han i hjemmekampen i sæsonen 2010-11 scorede mod selveste Real Madrid.

### F.C. København
Den 25. januar 2012 blev det offentliggjort, at Kris Stadsgaard skiftede tilbage til dansk fodbold og F.C. København på en kontrakt til sommeren 2016. Han var fast mand i midterforsvaret indtil starten af efteråret 2013, hvor han pådrog sig en lyskeskade, der holdt ham ude en måneds tid. I foråret 2014 var han igen fast mand, men efter sæsonen måtte han gennemgå en knæoperation på grund af nogle tilbagevendende problemer, og efterfølgende var han ikke i stand til at spille i sæsonen 2014/15. Stadsgård opnåede ikke spilletid i sæsonen 15/16, og Stadsgaard forlod herefter FCK ved kontraktudløb i sommeren 2016. Han opnåede 57 superligakampe, 10 pokalkampe, 6 kampe i UEFA Europa League og enkelt kamp i Champions League turneringen.
Efter kontraktudløbet indstillede han karrieren.

## Landsholdskarriere
I 2005 spillede han to landskampe for U/20-landsholdet.
Den 12. august 2009 debuterede han for Danmarks fodboldlandshold i en venskabskamp mod Chile og fik efterfølgende spilletid i en kamp mod Tjekkiet i 2010. I november 2012 debuterede Stadsgaard i startopstillingen for det danske A-landshold, da Danmark spillede uafgjort mod Tyrkiet.